# Sławomir Kusiowski
Sławomir Kusiowski (ur. 15 lipca 1971) – polski sprinter, mistrz Europy juniorów w sztafecie 4 x 100 m (1989), medalista mistrzostw Polski, reprezentant kraju.

## Kariera sportowa
Był zawodnikiem Budowlanych Szczecin.
Jego największym sukcesem w karierze był złoty medal mistrzostw Europy juniorów w 1989 w sztafecie 4 x 100 m, z wynikiem 40,00 (razem z Piotrem Cywińskim, Markiem Zalewskim i Robertem Maćkowiakiem). Na tych samych zawodach był także siódmy w biegu na 100 metrów, z czasem 10,77. Reprezentował Polskę na zawodach Finału B Pucharu Europy w 1991, w sztafecie 4 x 100 m, która zajęła 3. miejsce, z wynikiem 39,55).
Na mistrzostwach Polski seniorów na otwartym stadionie wywalczył dwa brązowe medale: na 200 metrów w 1989 i na 100 metrów w 1992.  W 1993 został brązowym medalistą halowych mistrzostw w biegu na 200 metrów.
Rekordy życiowe:
- 100 m: 10,49 (12.07.1991)
- 200 m: 21,37 (27.05.1988)